# コバンソウ属
コバンソウ属（Briza）は、イネ目イネ科に分類される植物の一属。北半球の温帯地域に生育する。
いくつかの種は観賞用に栽培される。
コバンソウ属の植物は、ツツミノガ科の一種のColeophora lixellaを含む鱗翅目の幼虫の食草となる。

## 種
コバンソウ属は約12種が含まれ、広く栽培される種が含まれる。以下に代表的な種を挙げる。
- Briza maxima L. – コバンソウ
- Briza media L. – チュウコバンソウ
- Briza minor L. – ヒメコバンソウ

## 異名(Synonyms)
（名前に * があるものは、異名の可能性のあるもの）
- *Brizochloa V. Jirásek & Chrtek,
- Calosteca Desv.,
- Calotheca P. Beauv., orth. var.,
- Chascolytrum Desv.,
- Chondrachyrum Nees,
- *Lombardochloa Roseng. & B. R. Arill.,
- Macrobriza (Tzvelev) Tzvelev,
- Tremularia Heist. ex Fabr.[2]

## 参照項目
- イネ科